# Fabio Farioli
Fabio Farioli   (Bèrgam, 20 de gener de 1970) és un antic pilot d'enduro italià de renom internacional. Al llarg de la seva carrera en va guanyar un Campionat del món (1993, en la categoria de superiors a 500cc 4T) i catorze d'Itàlia (onze de consecutius entre el 1991 i el 2001). També va obtenir la victòria en la seva categoria als Sis Dies Internacionals d'Enduro de 1993 i va formar part de la selecció italiana que va guanyar el Trofeu en aquesta prova quatre anys (1992, 1994, 1997 i 2000).

## Biografia
Fill d'Arnaldo Farioli, l'importador de KTM a Itàlia, Fabio va començar a competir en enduro i motocròs el 1985 i el 1988 va guanyar el Trofeu d'Itàlia de motocròs. Centrat en l'enduro, en guanyà onze campionats d'Itàlia consecutius entre el 1991 i el 2001 i tres més els anys 2003, 2004 i 2006. El 2002 va ser subcampió de 500 cc 4T, el 2005 i el 2007 va ser tercer d'aquesta categoria i el 2008, cinquè.
Pel que fa a altres modalitats, els anys 1997 i 1999 va ser campió d'Itàlia de raid en la categoria Marató; el 2001 va guanyar el campionat d'Itàlia de TT Baja i el de Supermoto i el 2002 va ser subcampió d'aquesta segona modalitat.
Un cop el seu pare es jubilà, Fabio es va fer càrrec del negoci familiar i va assumir la direcció de l'equip KTM d'Itàlia, el qual és actualment l'equip oficial de fàbrica de KTM al Campionat del Món d'enduro.

## Palmarès

### Enduro
- 1 Campionat del món d'enduro superiors a 500cc 4T (1993)
- 4 Victòries al Trofeu dels ISDE (1992, 1994, 1997, 2000)
- 1 Victòria de classe en 1.300cc 4T als ISDE (1993)
- 14 Campionats d'Itàlia d'enduro (1991-2001, 2003-2004, 2006)

### Altres
- 1 Trofeu d'Itàlia de motocròs (1988)
- 2 Campionats d'Itàlia de raid Marató (1997-1999)
- 1 Campionat d'Itàlia de TT Baja (2001)
- 1 Campionat d'Itàlia de supermoto (2001)